# 瑞士语言
瑞士聯邦有四种官方語言，分別是德语、法语、意大利语和罗曼什语。前三种语言在瑞士联邦全国行政管理中享有同等的地位。
瑞士有64%（460万）的人口母语为德语（口语多数为瑞士德语，而书面用语及少数口语为瑞士标准德语），20%（150万）人口的母语为法语（多数为瑞士法语，亦包含部分法兰克-普罗旺斯语方言），6.5%（50万）人口母语为意大利语（多数为瑞士意大利语，亦包含伦巴第语方言），此外有少于0.5%（3.5万）的人口母语为罗曼什语。
瑞士德语区（德語：Deutschschweiz）大致位于瑞士东部、北部及中部；瑞士法语区（法語：la Romandie）位于瑞士西部；瑞士意大利语区（義大利語：Svizzera italiana）位于瑞士南部。在东部的格勞賓登州有少量人口母语为罗曼什语。弗里堡州（以法语为主，亦有德语）、伯恩州（以德语为主，亦有法语）及瓦莱州（以法语为主，亦有德语）为官方的双语州，而格劳宾登州（德语、意大利语、罗曼什语）为官方的三语州。
英語在瑞士被廣泛使用，是第二語言，許多英語移民居住在瑞士。由於瑞士有四種官方語言，英語經常被用作通用語。因此，英語在瑞士的廣告中很常見，許多瑞士企業和公司，即使只在瑞士國內運營，其名稱也使用英語。

## 各州官方语言列表

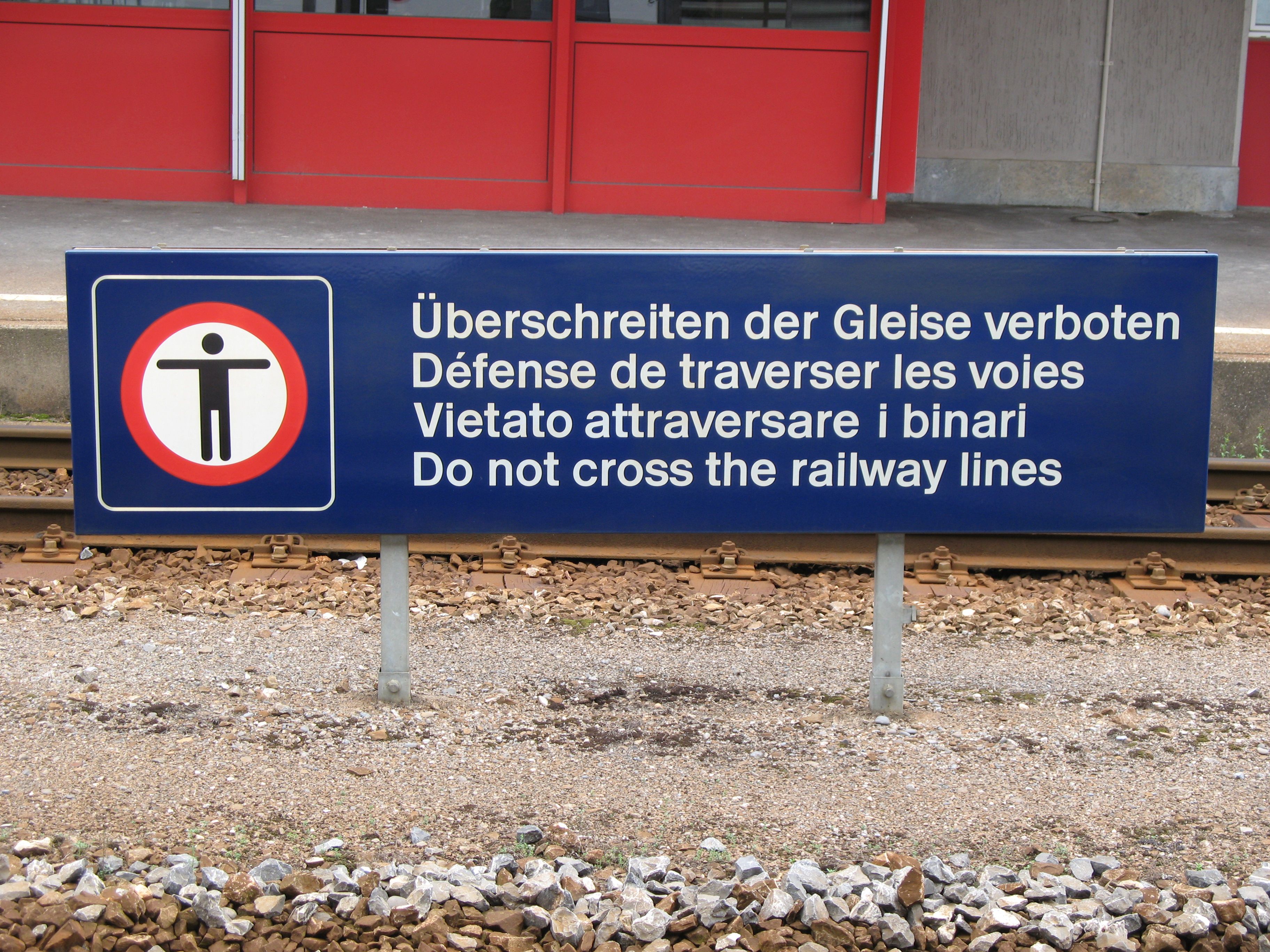
下瓦尔登州的一个多语标识牌，由上到下分别为德语、法语、意大利语、英语，标识内容为“请勿跨越铁路轨道”

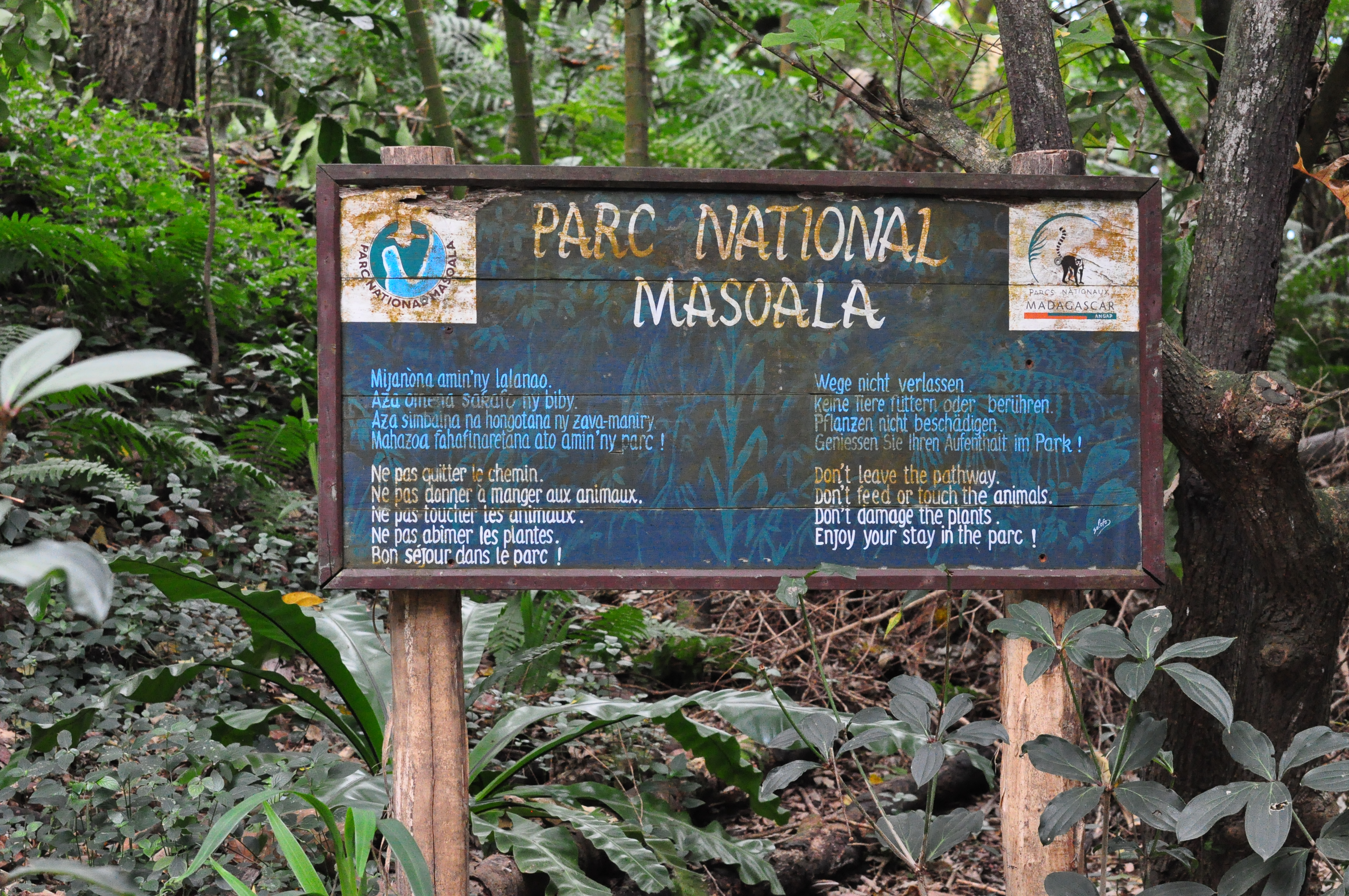
苏黎世动物园内的多语指示牌

| 州           | 州首府                                        | 官方语言               |
| ------------ | --------------------------------------------- | ---------------------- |
| 伯尔尼州     | 伯尔尼                                        | 德语 法语              |
| 苏黎世州     | 苏黎世                                        | 德语                   |
| 卢塞恩州     | 卢塞恩                                        | 德语                   |
| 乌里州       | 阿尔特多夫                                    | 德語                   |
| 施維茨州     | 施維茨                                        | 德语                   |
| 上瓦尔登州   | 萨尔嫩                                        | 德语                   |
| 下瓦尔登州   | 施坦斯                                        | 德语                   |
| 格拉鲁斯州   | 格拉鲁斯                                      | 德语                   |
| 楚格州       | 楚格                                          | 德语                   |
| 索洛图恩州   | 索洛图恩                                      | 德语                   |
| 巴塞尔城市州 | 巴塞尔                                        | 德语                   |
| 巴塞尔乡村州 | 利斯塔尔                                      | 德语                   |
| 沙夫豪森州   | 沙夫豪森                                      | 德语                   |
| 外阿彭策尔州 | 黑里紹 政府与议会所在地，其司法机关位于特罗根 | 德语                   |
| 內阿彭策尔州 | 阿彭策尔                                      | 德语                   |
| 圣加仑州     | 圣加仑                                        | 德语                   |
| 阿尔高州     | 阿劳                                          | 德语                   |
| 图尔高州     | 弗劳恩费尔德                                  | 德语                   |
| 格劳宾登州   | 库尔                                          | 德语 罗曼什语 意大利语 |
| 弗里堡州     | 弗里堡                                        | 法语 德语              |
| 瓦莱州       | 锡永                                          | 法语 德语              |
| 沃州         | 洛桑                                          | 法语                   |
| 纳沙泰尔州   | 纳沙泰尔                                      | 法语                   |
| 日內瓦州     | 日內瓦                                        | 法语                   |
| 汝拉州       | 德莱蒙                                        | 法语                   |
| 提契诺州     | 贝林佐纳                                      | 意大利语               |

## 历史
20世纪后50年，瑞士人口中以四种国语以外语言为母语的比例迅速增加，从1950年不足1%增长至2000年的9%。而相应减少的母语社群主要是德语。1950年至2000年间瑞士人口母语的百分比如下表：
| 年份 | 德语 | 法语 | 意大利语 | 罗曼什语 | 其他 |
| ---- | ---- | ---- | -------- | -------- | ---- |
| 2015 | 63.0 | 22.7 | 8.4      | 0.6      | 5.3  |
| 2000 | 63.7 | 20.4 | 6.5      | 0.5      | 9.0  |
| 1990 | 63.6 | 19.2 | 7.6      | 0.6      | 8.9  |
| 1980 | 65.0 | 18.4 | 9.8      | 0.8      | 6.0  |
| 1970 | 64.9 | 18.1 | 11.9     | 0.8      | 4.3  |
| 1960 | 69.4 | 18.9 | 9.5      | 0.9      | 1.4  |
| 1950 | 72.1 | 20.3 | 5.9      | 1.0      | 0.7  |

## 全国官方语言及语言区

### 德语
瑞士德语区（德語：Deutsche Schweiz）约占瑞士的65%，主要是瑞士西北部、东部、中部，大部分瑞士高原和瑞士阿爾卑斯山脈的大部分。
在瑞士的17个州，德语是唯一的官方语言，这17个州是阿爾高州、外阿彭策爾州、內阿彭策爾州、巴塞爾城市州、巴塞爾鄉村州、格拉鲁斯州、卢塞恩州、下瓦爾登州、上瓦爾登州、沙夫豪森州、施維茨州、索洛圖恩州、聖加侖州、圖爾高州、烏里州、 楚格州以及苏黎世州。
在伯恩州、弗里堡州及瓦莱州三个双语州，德语和法语共同为官方语言。而在三语州格劳宾登州亦有超过一半的人口说德语，该州其他人口说罗曼什语或意大利语，这三种语言同为该州官方语言。

### 法语
瑞士法语区（法語：Romandie, la Suisse romande）包括瑞士日內瓦州、沃州、納沙泰爾州、汝拉州以及三个双语州伯恩州、瓦莱州及弗里堡州的法语区。瑞士有190万人口（占总人口24.4%）居住在法语区。“瑞士法语区”一词仅用于区分瑞士的法语使用者，政治上并不实际存在。
标准的瑞士法语与法国法语属于同一语言，但有一定的差异，主要是词汇上的区别。历史上的法语区居民口语上多使用法兰克-普罗旺斯语。这种语言有时被认为是介于奥克语（通行于法国南部）和奥依语（通行于法国北部）之间的一种语言。标准法语与法兰克-普罗旺斯语是不同的语言，使用者之间的互相理解十分有限。法兰克-普罗旺斯语的使用人数在不断地下降。

### 意大利语

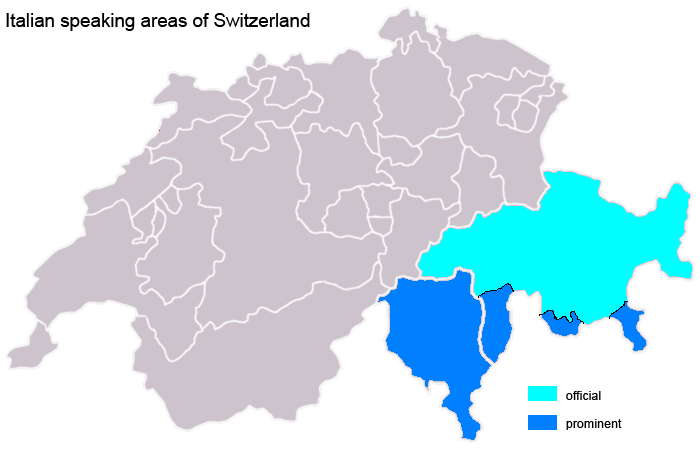
瑞士的意大利语区。浅蓝色区域以意大利语为官方语言（之一），深蓝色区域以意大利语为主要语言。

瑞士意大利语区（義大利語：Svizzera italiana）包括了提契諾州及格勞賓登州南部。在瓦莱州的茨維施貝根也有意大利语使用者。
意大利语区面积约占3500km²，居民约35万，而瑞士全国的意大利语使用者约为47万人。
1970年代，瑞士的意大利语使用者占总人口的比例达到历史最高值12%，之后瑞士的意大利语使用者便迅速减少。然而减少的数值全部是由意大利移民数量的下降导致。瑞士本土居民中以意大利语为母语的人口自1950年代起便始终稳定在总人口的4%。

### 罗曼什语

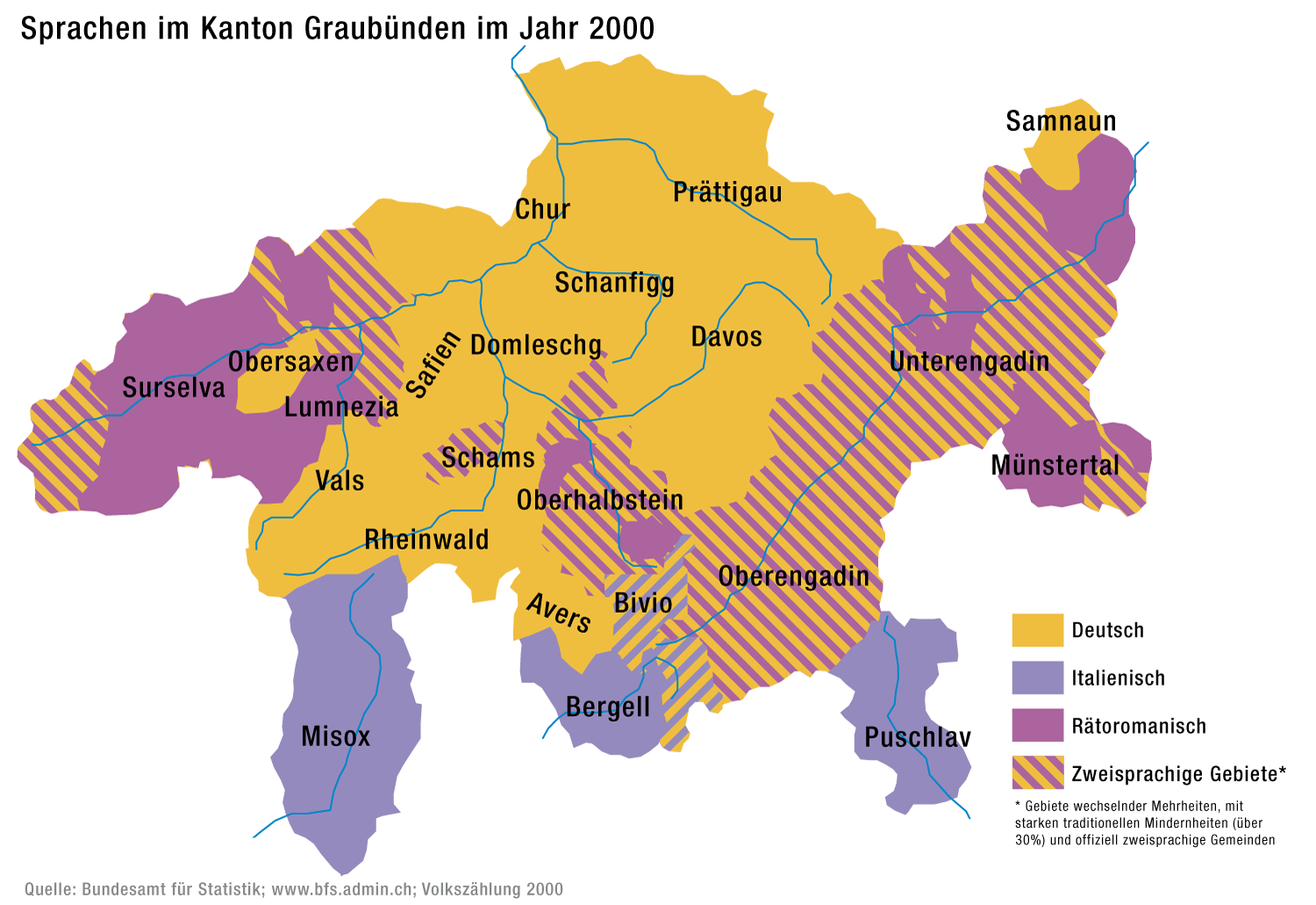
罗曼什语在格劳宾登州的分布（2000年）。
罗曼什语
德语
意大利语

罗曼什语仅在三语州格劳宾登州被列为该州的官方语言，而该州各市政府也可自由指定本市的官方语言。
罗曼什语主要分布在苏尔塞尔瓦区、上哈爾布施泰因山谷、下恩加丁以及瓦爾米施泰爾地区。
自1938年起，罗曼什语被瑞士聯邦憲法列为四种“国语”之一。

## 英語
雖然在學校學習另一種國家語言很重要，但如今許多瑞士人發現，使用英語作為通用語與不同語言背景的瑞士人溝通更容易。2022年，瑞士在英孚英語水平指數中位列歐洲第23名。
瑞士廣播電視集團旗下的多語種媒體瑞士資訊在2021年報道稱，由於訪談者通常不熟練當地語言，受訪者經常被用英語問及技術問題。之後，受訪者會用自己的母語回答。採訪內容隨後在演播室進行翻譯和配音。2003年一項關於瑞士醫學院學生線上交流行為的研究表明，一旦有其他語言的學生參與，他們就會迅速改用英語。使用英語的主要原因是來自提契諾州的意大利語學生，因為來自其他地區的學生很少能理解他們傳達的訊息。
| 地區                                    | 百分比 |
| --------------------------------------- | ------ |
| 楚格州                                  | 14.1   |
| 瓦爾希維爾，楚格州的市鎮                | 27.3   |
| 楚格市                                  | 20.0   |
| 巴塞爾城市州                            | 12.5   |
| 日內瓦州                                | 11.8   |
| 蘇黎世州                                | 10.8   |
| 15 歲以上居民；根據 2022 年人口普查數據 |        |

在廣告和運動領域，英文標語和標籤被頻繁使用，因為它減少了區域品牌推廣的必要性。例如，瑞士鐵路自1999年以來就透過「RailAway」品牌銷售旅遊產品；許多國家體育聯合會都使用英文名稱（例如瑞士奧林匹克協會和瑞士超級足球聯賽），而其德語或法語名稱幾乎從未被使用過。

## 其他语言
除了四种官方语言以及瑞士德语的各种变体和方言之外，在瑞士还有一些人口以一些地区性的罗曼语及日耳曼语为母语，其中包括：法兰克-普罗旺斯语、伦巴第语及瓦尔瑟语。约2万罗姆人说信德语，这是印度-雅利安语支的一种语言。在瑞士使用五种手语：瑞士德语手语、法国手语、意大利手语、奥地利手语以及德国手语。

瑞士使用人数最多的10种语言，依次为德语、法语、意大利语、塞尔维亚-克罗地亚语、阿尔巴尼亚语、葡萄牙语、西班牙语、英语、土耳其语、罗曼什语（2000年）

## 移民语言
移民中最多的母语为塞尔维亚-克罗地亚语，有10.3万人（占总人口1.4%）以此为母语（2000年）。其次是9.5万人（1.3%）母语为阿尔巴尼亚语，9万人（1.2%）母语为葡萄牙语，7.8万人（1.1%）母语为西班牙语，7.3万人（1.0%）母语为英语，1.4万人（0.2%）母语为土耳其语，1.2万人（0.2%）母语为荷兰语，9,500人（0.2%）母语为希腊语，9,000人（0.1%）母语为俄语，8,300人（0.1%）母语为汉语，7,600人（0.1%）母语为泰语，7,500人（0.1%）母语为库尔德语，6,400人（0.1%）母语为马其顿语。其他非官方语言的使用者总计有17.3万人。总计约10%的人口母语不是四种官方语言之一。